# Chabuata nictitans
Chabuata nictitans är en fjärilsart som beskrevs av Jones 1908. Chabuata nictitans ingår i släktet Chabuata och familjen nattflyn. Inga underarter finns listade i Catalogue of Life.